# Nationales Impfgremium
Das Nationale Impfgremium berät das Bundesministerium für Arbeit, Soziales, Gesundheit, Pflege und Konsumentenschutz in Österreich hinsichtlich Impfempfehlungen, insbesondere beim österreichischen Impfplan.

## Mitglieder
In der Periode vom 1. Januar 2020 bis 31. Dezember 2022 besteht das Kollegium aus:
- Katja Fischer, Bundesministerium für Soziales, Gesundheit, Pflege und Konsumentenschutz
- Heidemarie Holzmann, Zentrum für Virologie, MedUni Wien[3]
- Ursula Karnthaler, MA 15 - Gesundheitsdienst, Wien
- Jean-Paul Klein, ehem. Bundesministerium für Soziales, Gesundheit, Pflege und Konsumentenschutz
- Daniela Kohlfürst, Univ.-Klinik für Kinder- und Jugendheilkunde Graz
- Herwig Kollaritsch, Institut für Spezifische Prophylaxe und Tropenmedizin, MedUni Wien
- Michael Kundi, Institut für Umwelthygiene, Zentrum für Public Health, MedUni Wien
- Georg Palmisano, Landessanitätsdirektor, Abteilung Gesundheit, Amt der Oberösterreichischen Landesregierung, Linz
- Maria Paulke-Korinek, Bundesministerium für Soziales, Gesundheit, Pflege und Konsumentenschutz
- Daniela Philadelphy, Agentur für Gesundheit und Ernährungssicherheit
- Albrecht Prieler, Ärztekammer Burgenland
- Monika Redlberger-Fritz, Zentrum für Virologie, MedUni Wien[3]
- Katharina Reich, Bundesministerium für Soziales, Gesundheit, Pflege und Konsumentenschutz
- Marton Széll, Die Tropenordination, Wien[4]
- Barbara Tucek, Agentur für Gesundheit und Ernährungssicherheit
- Ursula Wiedermann-Schmidt, Institut für Spezifische Prophylaxe und Tropenmedizin, MedUni Wien[3]
- Karl Zwiauer, Abteilung für Kinder- und Jugendheilkunde, Universitätsklinikum St. Pölten[5]